# Korowin TK
Die Korowin TK (offiziell Pistolet Tulskij, Korowina obrasza 1926 goda, russisch Пистолет Тульский, Коровина, образца 1926 года, auf Deutsch: Tulaer Pistole von Korowin Modell 1926) ist eine sowjetische Taschenpistole. Der Konstrukteur war Sergej Alexandrowitsch Korowin, das Modell wurde in Tula produziert. Sie war die erste sowjetische Selbstladepistole.

## Geschichte und Technik
Der Auftrag zur Entwicklung der TK ging nicht vom Militär aus, vielmehr sollte Korowin eine Sportpistole entwerfen. Es entstand eine Waffe im Format einer Taschenpistole. Zivil wurde das Modell jedoch nie genutzt. Die TK gehörte zwar nicht offiziell zur Ausrüstung der Roten Armee, wurde aber vielfach an Offiziere gehobenerer Dienstränge ausgegeben. Weitere Exemplare gingen an das NKWD. Darüber hinaus wurde sie auch als Auszeichnung an höhere Funktionäre der KPdSU vergeben.
Die Pistole ist ein einfacher Rückstoßlader mit Masseverschluss und verfügte über einen Single-Action-Abzug. Die verwendete Munition basierte auf der amerikanischen Patrone im Kaliber 6,35 mm Browning. Gegenüber dem Original wurde die sowjetische Variante dieser Munition etwas in ihrer Leistung gesteigert. Die TK war in der Lage, auch die Originalpatrone zu verschießen, allerdings lag die Mündungsgeschwindigkeit dann bei nur 200 m/s gegenüber 230 m/s. Die Pistole diente als Selbstverteidigungswaffe und konnte aufgrund des wenig hervortretenden Hahnspornes auch verdeckt getragen werden. Die genaue Anzahl der produzierten Exemplare ist unklar, die Seriennummern lassen auf eine Auflage von etwa 300.000 Stück schließen.